# Warship Preservation Trust

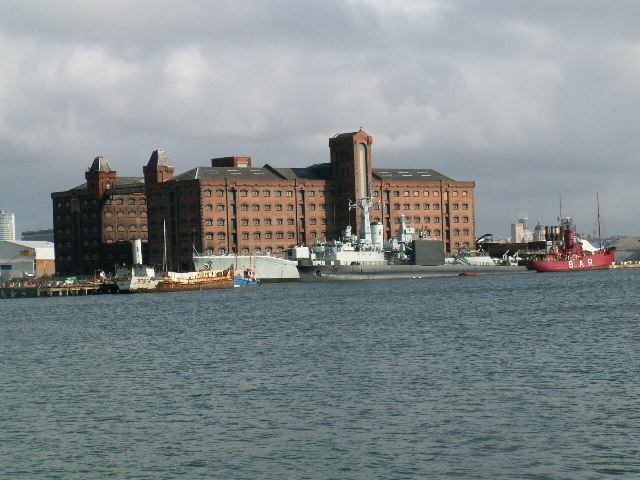
Historische Kriegsschiffe des WPT in Birkenhead (2005). In der Mitte das U-Boot Onyx vor der Fregatte Plymouth.

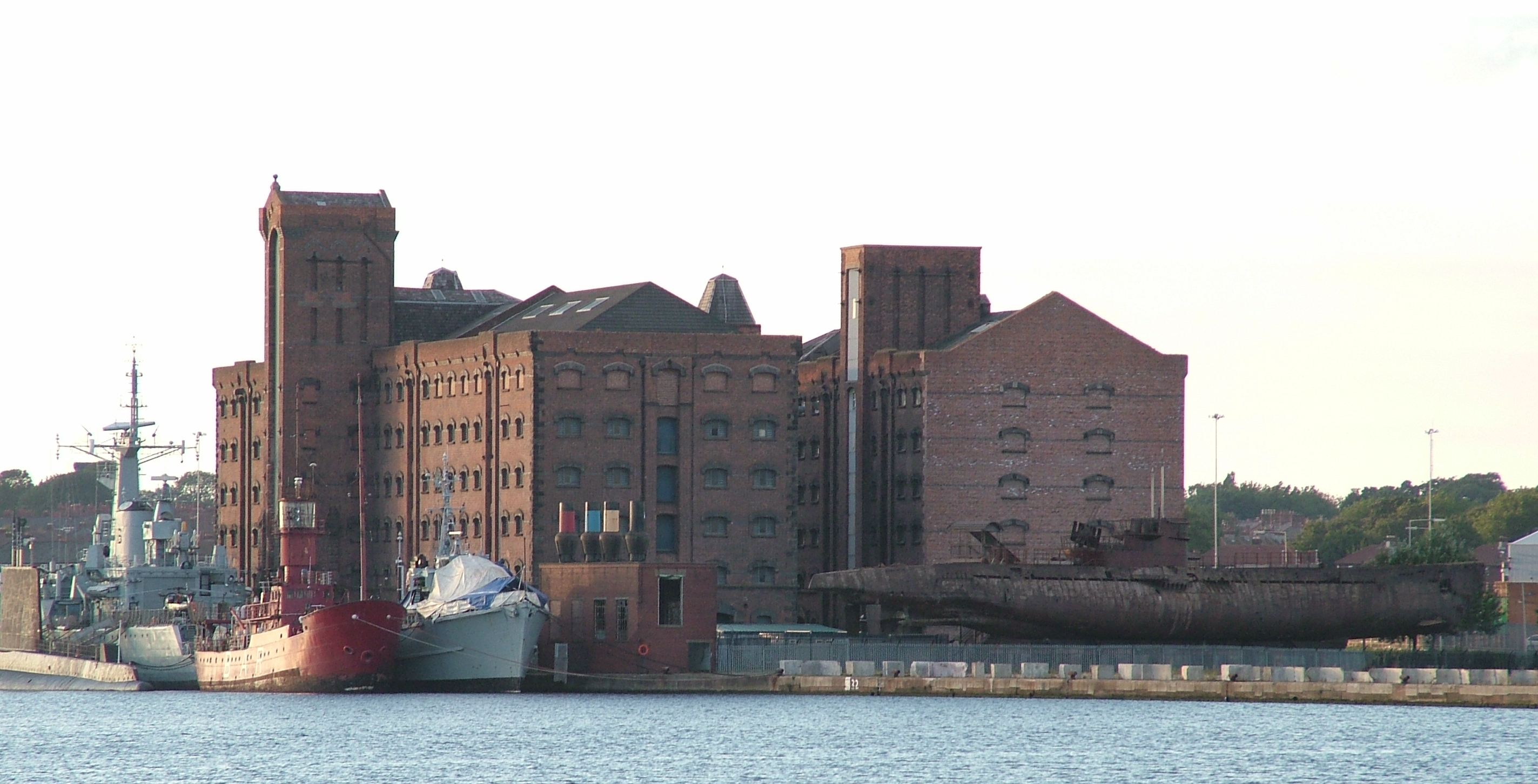
Andere Sicht auf die Schiffe des WPT in Birkenhead (2005). Rechts das Wrack von U 534.

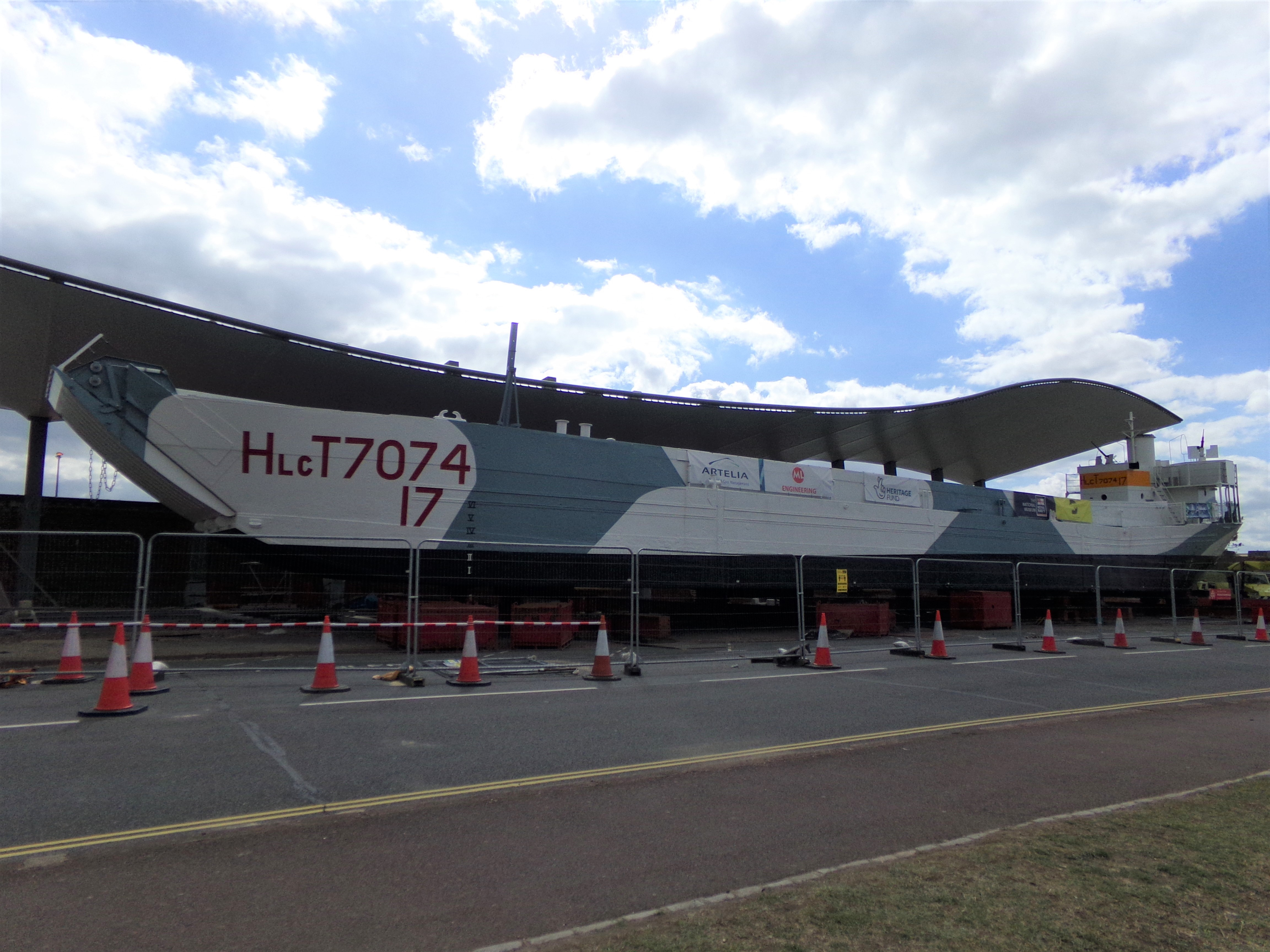
Das Landungsschiff LCT 7074 ist heute im Rahmen der Ausstellung The D-Day Story in Southsea zu besichtigen (2020).

Der Warship Preservation Trust (WPT) (deutsch etwa „Kriegsschiff-Erhaltungs-Zusammenschluss“) war ein gemeinnütziger Verein, der sich mit der Bewahrung von historischen Kriegsschiffen befasste. Sein Sitz war Birkenhead, nahe Liverpool.

## Geschichte
Der WPT wurde am 17. Februar 1989 gegründet und in England und Wales mit dem Zweck registriert, ehemalige Kriegsschiffe, nicht nur der britischen Royal Navy, zu sammeln und deren Erhaltungsgrad möglichst gut zu bewahren. Ziel war, diese aus kulturhistorischer Sicht wertvollen Artefakte für die Öffentlichkeit zu erhalten. Dazu gehörte, wenn nötig, auch die Restaurierung, also Zustandsverbesserung in Richtung des ursprünglichen originalen Zustands, vor allem aber die Präservation, also die Zustandserhaltung der Schiffe sowie die Wartung ihrer Anlagen.
Am 14. August 2008 wurde der WPT aufgelöst. Mit Liquidation des Trusts stellte sich die Frage, was mit der umfangreichen und wertvollen Sammlung geschehen sollte. Es bestand die reale Gefahr des Totalverlustes. Durch schnelles Handeln der im selben Jahr in London gegründeten National Historic Ships in partnerschaftlicher Zusammenarbeit mit der Mersey Docks & Harbour Company (MDHC) mit Sitz in Liverpool gelang es, einige Schiffe zu erhalten und für sie geeignete neue Standorte zu finden.
Dazu gehört das britische U-Boot Onyx aus den 1960er Jahren, das ins Submarine Heritage Centre nach Barrow-in-Furness gebracht wurde. Für die Fregatte Plymouth, von 1959 bis 1988 unter anderem im Falklandkrieg im Dienst, gelang es nicht. Nachdem sie noch bis 2006 in Birkenhead neben anderen Schiffen und U-Booten zu sehen war, wurde sie 2014 in die Türkei geschleppt und dort abgewrackt.
Das Landing Craft Tank (LCT) mit der Bezeichnung LCT 7074, ein Landungsschiff für amphibische Operationen, das im Zweiten Weltkrieg während des D-Day an der alliierten Landung in der Normandie beteiligt war, ist seit August 2020 Teil der Ausstellung The D-Day Story in Southsea.
Das im Jahr 1993 aus 67 m Tiefe vom Meeresboden des Skagerrak geborgene ehemals deutsche U-Boot U 534, ebenfalls aus dem Zweiten Weltkrieg, wurde von 1996 bis 2008 als Teil der Sammlung des WPT aufbewahrt. Heutzutage ist es die Hauptattraktion der unweit der Woodside-Fährhafens von Birkenhead im Jahr 2009 eröffneten U-Boat Story Exhibition.
In unmittelbarer Nähe davon steht übrigens eine Nachbildung der 1879 im Vereinigten Königreich gebauten Resurgam, eines der ältesten U-Boote der Welt.